# 種類債権
種類債権（しゅるいさいけん）とは、一定の種類に属する物の一定量の引渡しを目的とする債権をいう。
なお、「不特定物債権」の語は種類債権と同義に用いられることがある一方で、種類債権のうち目的物の品質が定まった債権のみを指して用いられる場合もある。
- 民法について以下では、条数のみ記載する。

## 種類債権の意義
例えば、売主が、買主に馬1頭を売る（農耕用の馬で、○○種の馬であればどれでもよい）との売買契約を締結した場合、買主は売主に対し馬1頭の引渡しを求める債権を有するが、この債権は、種類債権（一定の種類に属する物の一定量の引渡しを目的とする債権）である。
弁済は、別段の意思表示がないときは、債権者の現在の住所においてしなければならない（484条）。

## 種類債権の目的物の品質
引き渡すべき目的物の品質（等級）は、契約の定めによって決まることが多いが、これによって決まらないときは、債務者は、「中等の品質を有する物」を給付しなければならない（401条1項）（種類債権の確定）。

## 種類債権の特定
種類債権の場合、目的物が滅失・毀損しても（例えば、債務者が債権者に引き渡そうと思っていた馬が死亡した場合）、債務者は他の目的物を調達して債権者に引き渡すべき義務を負う（無限の調達義務）。しかし、いつまでも債務者がこのような義務を負うとすると債務者の責任が過度に重くなるため、一定の時期に、目的物は特定物となることとされている。これを種類債権の特定あるいは種類債権の集中という。
種類債権は、(1)両当事者が合意によってある特定物を選定したときに特定するのは当然であるが、そのほか、(2)債務者が物の給付をするのに必要な行為を完了したとき、(3)債務者が債権者の同意を得てその給付すべき物を指定したときにも特定する（401条2項）。
特定が生じると、(1)債務者の給付義務が特定（目的物が特定）し、以後、引渡しまで、債務者はその特定物について、善良な管理者としての注意義務（善管注意義務）（400条）を負う。さらに、(2)危険負担が移転するかには争いがあり、判例・通説は肯定するが、有力学説は危険負担は支配を収めたときから移転するにすぎないとして否定する。

## 制限種類債権
種類の範囲が制限された種類債権で、限定種類債権・混合種類債権とも呼ばれる。例えば，この牧場にある馬のうち1頭を引き渡せという債権。
一般の種類債権では、履行不能とはならないが、例では、牧場の馬が全て盗難にあった場合など履行不能となる。
また品質は問題にならず、債務者は、牧場の馬を給付すればよい。債権者が「馬の品質が悪い」と受け取らなければ受領遅滞が生じる。